# Степанян, Левон Владимирович
Лево́н Влади́мирович Степаня́н (арм. Լևոն Վլադիմիրի Ստեփանյան) (род. 28 июля 1950, село Ленинабад, Нахичеванская Автономная республика, Азербайджанская ССР) — армянский военный и политический деятель, участник боевых действий в Афганистане и Нагорном Карабахе, генерал-майор.

## Биография
- 1968 — окончил армяно-русскую среднюю школу № 3 имени А. С. Пушкина в городе Нахичевань.
- 1972 — окончил Московское высшее пограничное командное училище КГБ при Совете Министров СССР.
- 1979 — окончил военно-политическую академию им. В. И. Ленина.
- 1972—1976, 1979—1991 — служил на ответственных командных и политических должностях в Закавказском пограничном округе (Октемберянский (Армавирский ныне) пограничный отряд, Гадрутский пограничный отряд, управление Закавказского пограничного округа г. Тбилиси). В пограничных войска КГБ СССР дослужился  до звания полковник.
- 1982 — Участвовал в боевых действиях в Афганистане (Мазари-Шариф), награждён медалью «От благодарного Афганского народа» и Почётной грамотой Президиума Верховного Совета СССР.
- 1990—1995 — депутат Верховного Совета Армении (г. Октемберян, ныне г. Армавир, Армения), где также был членом постоянной комиссии по обороне, национальной безопасности и внутренним делам.
- 1991 — 1993 — в период Карабахской войны военный комиссар Республики Армения, первый заместитель начальника Генерального штаба министерства обороны Армении, начальник главного организационно-мобилизационного управления министерства обороны Армении.
- 1991 — 1994 — участвовал в боевых действиях в Нагорном Карабахе, занимался формированием  батальонов самообороны в приграничных районах Армении, их вооружением, военно-дипломатической работой, подготовкой военных кадров.
- 30.08.1994 — По окончании войны в Карабахе Указом Президента Республики Армения одному из первых присвоено воинское звание генерал-майор.
- 1993—2003 — начальник главного управления охраны государственной границы — командующий пограничными войсками СНБ РА. Является основоположником профессиональных пограничных войск Армении.
- 2005—2007 — начальник департамента безопасности и режима ЗАО «Электрические сети Армении» (ИНТЕР РАО ЕЭС, Россия).
- 2006—2008 — первый заместитель генерального директора по административным вопросам (в том числе по безопасности и режиму) химического завода ЗАО «Завод Наирит».
- 2008—2011 — начальник службы экономической безопасности и режима ЗАО «Международная энергетическая корпорация» Армения, (ИНТЕР РАО ЕЭС).
- 2009—2010 — первый заместитель генерального директора авиакомпании «Армавия».
- 2011—2012 — начальник службы экономической безопасности и режима ЗАО «Международная энергетическая корпорация» (РусГидро), Армения, Севан — Разданский каскад (ГЭС — 7, 561 МВт).
- 2013—2016 — советник генерального директора ТЭЦ «Мтквари» в Грузии (ИНТЕР РАО ЕЭС).
- 2013—2016 — советник генерального директора ГЭС «Храми-1» в Грузии (ИНТЕР РАО ЕЭС).
- 2013—2016 — советник генерального директора ГЭС «Храми-2» в Грузии (ИНТЕР РАО ЕЭС).
- 2012—2016 — директор по экономической безопасности и режиму АО «Теласи», электрические сети Грузии (ИНТЕР РАО ЕЭС).
- 2017 по н. в. — директор филиала «Атомэнергоремонт — Армения» (АО «Атомэнергоремонт», Россия). Общество с 2018 г. выполняет работы по продлению срока эксплуатации атомной электростанции Армении (энергоблок № 2).
- 2011 по н. в. — советника Председателя Совета командующих Пограничными войсками государств - участников СНГ (СКПВ СНГ)

Награждён орденами и медалями СССР, Республики Армения, Российской Федерации, государств - участников СНГ и ряда иностранных государств.
- Действительный член РАЕН (2001, отделение военных наук).
- 1996 — Почётный сотрудник Службы Национальной Безопасности Республики Армения.
- 2007 — Почётный член Совета командующих Пограничными войсками государств - участников СНГ (http://www.skpw.ru/sections/skpw/honbordman.html)
- 2010 — Почётный пограничник СНГ.
- 20-го сентября 2020 года (за 7 дней до 44 -ой войны) вышла в свет книга ,,Сердцебиение Генерала Армении,,.
- В январе 2021 г. вышла в свет вторая книга ,,О Государственной границе Республики Армении,,.
- в 2022 году издана книга ,,Пограничная династия Степанянов,,.

Женат, имеет дочь и сына.
- Отец — Владимир Михайлович Степанян, служил в Нахичеванском пограничном отряде, звание-прапорщик, мать-Евгения Бабаян — педагог.
- В 2009 году в номинации «Военная династия» пограничная династия Степанянов была признана самой многочисленной в странах СНГ.